# Tag X (Album)
Tag X ist das dritte Studioalbum des deutschen Elektropop-Duos Glasperlenspiel.

## Entstehung und Artwork
Alle Stücke des Albums wurden von den beiden Glasperlenspiel-Mitgliedern Daniel Grunenberg und Carolin Niemczyk, in Kooperation mit weiteren oft wechselnden Autoren, verfasst. Die Autoren Benjamin Bistram und Elias Hadjeus wirkten dabei an sieben Stücken und somit den meisten Liedern des Albums mit, die Autorin Katharina Löwel (Kitty Kat) wirkte an drei Titeln mit; weiter wirkten Autoren an einzelnen Stücken mit. Mit Ausnahme von zwei Titeln wurden alle Stücke des Albums gemeinsam von Benjamin Bistram und Daniel Grunenberg produziert, wobei das Lied X mit der Unterstützung des Co-Produzenten David Jürgens produziert wurde. Die beiden restlichen Titel wurden gemeinsam von Johannes Burger und Kilian Wilke produziert, wobei das Lied Geiles Leben mit der Unterstützung des Co-Produzenten Philipp Albinger entstand. Das Album wurde unter den Musiklabels Island Records und Polydor veröffentlicht und durch Universal Music Publishing vertrieben. Auf dem Cover des Albums sind – neben Künstlernamen und Albumtitel – die beiden Glasperlenspiel-Mitglieder in Dünen liegend, vor dem Hintergrund eines großen weißen X’, zu sehen.

## Veröffentlichung und Promotion
Die Erstveröffentlichung von Tag X erfolgte am 29. Mai 2015 in Deutschland, Österreich und der Schweiz. Das Album besteht aus 13 neuen Studioaufnahmen. Neben der regulären Ausgabe wurde zeitgleich eine Deluxe-Version veröffentlicht. Diese beinhaltet eine Zusatz-CD mit acht Liveaufnahmen vom SWR3 New Pop Festival 2013 in Baden-Baden. Rund eineinhalb Jahre später wurde das Album mit drei neuen Titeln und einer Bonus-DVD unter dem Titel Tag X (Geiles Leben Edition) erneut veröffentlicht. Das zusätzliche Videoalbum beinhaltet ein Konzert aus Wittenburg, dass während der Tag X Festivaltour aufgenommen wurde.
Um die Lieder und das Album zu bewerben, folgten unter anderem Liveauftritte von Geiles Leben im ZDF-Fernsehgarten, in der Abendschau des Bayerischen Fernsehens, bei Promi Big Brother – Die Late Night Show auf Sixx und während der elften Staffel von Popstars. Nach 2011 nahmen Glasperlenspiel erneut für Baden-Württemberg am Bundesvision Song Contest teil. Sie belegten mit 82 Punkten den sechsten Rang und mussten sich unter anderem Mark Forster mit seinem Siegertitel Bauch und Kopf, den Donots mit Dann ohne mich und Yvonne Catterfeld mit Lieber so geschlagen geben. Mit Paris traten sie unter anderem live in der SWR3 latenight auf.
„Tag X“ Tour

## Inhalt
Das Album besteht aus 13 neu eingespielten Titeln, wobei sie bei Etwas Altes von der Berliner Rapperin Kitty Kat unterstützt wurden. Alle Liedtexte sind in deutscher Sprache verfasst. Musikalisch bewegen sich die Lieder im Bereich der elektronischen Popmusik. Die Liveaufnahmen der Deluxe-Version entstammen der letzten beiden Studioalben Beweg dich mit mir und Grenzenlos. Die Wiederveröffentlichung Tag X (Geiles Leben Edition) beinhaltet drei neue Lieder.
Titelliste
| #  | Titel                                     | Autor(en) | Produzent(en)                                                             | Länge |
| -- | ----------------------------------------- | --- | ------------------------------------------------------------------------- | ----- |
| 1  | Wölfe (Interlude Tag X)                   | Benjamin Bistram, Daniel Grunenberg, Elias Hadjeus, Carolin Niemczyk                                                    | Benjamin Bistram, Daniel Grunenberg                                       | 5:21  |
| 2  | Paris                                     | Benjamin Bistram, Daniel Grunenberg, Elias Hadjeus, Carolin Niemczyk                                                    | Johannes Burger, Kilian Wilke                                             | 3:39  |
| 3  | Beginner für immer                        | Benjamin Bistram, Daniel Grunenberg, Elias Hadjeus, Carolin Niemczyk                                                    | Benjamin Bistram, Daniel Grunenberg                                       | 3:58  |
| 4  | Für nichts                                | Benjamin Bistram, Daniel Grunenberg, Elias Hadjeus, Carolin Niemczyk                                                    | Benjamin Bistram, Daniel Grunenberg                                       | 4:09  |
| 5  | Etwas Altes (Interlude) (feat. Kitty Kat) | Benjamin Bistram, Daniel Grunenberg, Elias Hadjeus, Carolin Niemczyk                                                    | Benjamin Bistram, Daniel Grunenberg                                       | 4:49  |
| 6  | Geiles Leben                              | Philipp Albinger, Benjamin Bistram, Daniel Grunenberg, Philipp Klemz, Carolin Niemczyk, Christian Raab, Peter Stanowsky | Philipp Albinger, Johannes Burger, Kilian Wilke                           | 3:33  |
| 7  | X                                         | Benjamin Bistram, Daniel Grunenberg, Elias Hadjeus, David Jürgens, Carolin Niemczyk                                     | Benjamin Bistram, Daniel Grunenberg, David Jürgens                        | 4:06  |
| 8  | Mädchen                                   | Daniel Grunenberg, Katharina Löwel, Carolin Niemczyk                                                                    | Benjamin Bistram, Daniel Grunenberg                                       | 4:33  |
| 9  | Erinnerungen                              | Daniel Grunenberg, Katharina Löwel, Carolin Niemczyk                                                                    | Benjamin Bistram, Daniel Grunenberg                                       | 3:28  |
| 10 | Phönix                                    | Daniel Grunenberg, Katharina Löwel, Carolin Niemczyk                                                                    | Benjamin Bistram, Daniel Grunenberg                                       | 3:21  |
| 11 | Tag X                                     | Daniel Grunenberg, Carolin Niemczyk                                                                                     | Benjamin Bistram, Daniel Grunenberg                                       | 4:11  |
| 12 | Auftrieb (Interlude)                      | Benjamin Bistram, Daniel Grunenberg, Elias Hadjeus, Carolin Niemczyk                                                    | Benjamin Bistram, Daniel Grunenberg                                       | 5:31  |
| 13 | Unser letztes Lied                        | Benjamin Bistram, Elias Hadjeus                                                                                         | Benjamin Bistram, Daniel Grunenberg                                       | 3:25  |
|    | Tag X (Geiles Leben Edition)              | |                                                                           |       |
| 14 | Für immer (Madizin Single Mix)            | Daniel Grunenberg, Katharina Löwel, Carolin Niemczyk, Peter Stanowsky                                                   | Daniel Grunenberg, Kilian&Joe, Madizin Music Lab                          | 3:34  |
| 15 | Karussell                                 | Daniel Grunenberg, Katharina Löwel, Carolin Niemczyk, Peter Stanowsky                                                   | Daniel Grunenberg, Lorenz Schimpf                                         | 3:32  |
| 16 | Heimweh                                   | Johannes Burger, Daniel Grunenberg, Katharina Löwel, Carolin Niemczyk, Kilian Wilke                                     | Daniel Grunenberg, Lorenz Schimpf                                         | 3:19  |
|    | Deluxe-Version (CD 2) 1                   | |                                                                           |       |
| 1  | Grenzenlos (live)                         | Alexander Freund, Daniel Grunenberg, Carolin Niemczyk                                                                   | Daniel Grunenberg, Yoad Nevo                                              | 5:49  |
| 2  | Ich bin ich (live)                        | Daniel Grunenberg, Matthias Mania, Finn Martin, Carolin Niemczyk                                                        | Daniel Grunenberg (Co), Ingo Politz, Mic Schröder, Bernd Wendlandt        | 6:32  |
| 3  | Unsterblich (live)                        | Hendrik Eilers, Daniel Grunenberg, David Jürgens, Katarina Löwel, Carolin Niemczyk                                      | Daniel Grunenberg, Yoad Nevo                                              | 4:03  |
| 4  | Herz aus Gold (live)                      | Nick Coler, Daniel Grunenberg, Carolin Niemczyk, Joe Walter                                                             | Nick Coler (Co), Daniel Grunenberg, Yoad Nevo                             | 3:28  |
| 5  | Was Du nicht weißt (live)                 | Daniel Grunenberg, David Jürgens, Katarina Löwel, Carolin Niemczyk                                                      | Daniel Grunenberg, Yoad Nevo                                              | 4:25  |
| 6  | Nie vergessen (live)                      | Alexander Freund, Daniel Grunenberg, Michael Kurth, Katharina Löwel, Yoad Nevo, Carolin Niemczyk                        | Daniel Grunenberg, Yoad Nevo                                              | 4:36  |
| 7  | Echt (live)                               | Zippy Davids, Daniel Grunenberg, Anders Kjer, Carolin Niemczyk                                                          | Ingo Politz (Co), Mic Schröder (Co), Bernd Wendlandt (Co), Mikko Tamminen | 4:13  |
| 8  | Freundschaft (live)                       | Daniel Grunenberg, David Jürgens, Katharina Löwel, Carolin Niemczyk                                                     | Daniel Grunenberg (Co), Ingo Politz, Mic Schröder, Bernd Wendlandt        | 3:40  |

## Tag X (Geiles Leben Edition)
| Glasperlenspiel: Tag X (Geiles Leben Edition) | Glasperlenspiel: Tag X (Geiles Leben Edition) |
| --------------------------------------------- | --- |
| Label:                                        | Polydor |
| Format:                                       | DVD |
| Genre:                                        | Musikfilm/Dokumentation |
| Jahr:                                         | 7. Oktober 2016 |
| Laufzeit:                                     | 71:19 |
| Besetzung:                                    | - Daniel Grunenberg: Gesang, Keyboard - Bene Neuner: Schlagzeug - Carolin Niemczyk: Gesang - Nico Schliemann: E-Bass, Keyboard - Markus Vieweg: E-Bass, Keyboard |
| FSK:                                          | ab 0 Jahren |

Tag X (Geiles Leben Edition) ist das zweite Videoalbum von Glasperlenspiel. Das Videoalbum beinhaltet ein Konzert, dass während der Tag X Festivaltour in Wittenburg am 18. Juni 2016 aufgezeichnet wurde. Das Konzert bestand aus elf Liedern. Zusätzlich befindet sich auf dem Album das Musikvideo sowie eine Liveaufnahme aus Nürnberg vom 11. März 2016 zu Geiles Leben. Auf dem Album befinden sich größtenteils Lieder die in der Vergangenheit als Singles ausgekoppelt wurden, lediglich die Lieder Dein Geheimnis, Erinnerungen, Phönix und Wölfe.
Titelliste
1. Wölfe – 4:36
2. Ich bin ich – 6:44
3. Grenzenlos – 5:30
4. Erinnerungen – 3:57
5. Echt – 6:59
6. Dein Geheimnis – 5:33
7. Paris – 4:21
8. Phönix – 3:50
9. Geiles Leben – 5:45
10. Nie vergessen – 9:33
11. Freundschaft – 4:22

1. Menu/Glasperlenspiel/Tag X (Geiles Leben Edition) – 3:07
2. Geiles Leben (Musikvideo) – 3:31
3. Geiles Leben (live in Nürnberg) – 3:31

## Singleauskopplungen
Bereits drei Wochen vor der Veröffentlichung von Tag X wurde vorab am 8. Mai 2015 die Single Paris ausgekoppelt. Die Single verfehlte jedoch einen Charteinstieg. Drei Monate nach der Veröffentlichung des Albums folgte mit Geiles Leben die zweite Singleauskopplung. Nach einem moderaten Charteinstieg in den deutschen Singlecharts, konnte sich die Single nach der Teilnahme am Bundesvision Song Contest 2015 und diversen TV-Auftritten, bis Position zwei steigern. In Österreich erreichte die Single ebenfalls Position zwei und in der Schweiz klappte zu Beginn des Jahres 2016 der Sprung an die Spitze der Charts. Mit Geiles Leben erreichte das Duo erstmals mit einem Tonträger die Spitzenposition, sowie erstmals eine Platin-Schallplatte und eine Zertifizierung in Österreich und der Schweiz. Bislang verkaufte sich Geiles Leben über 830.000 Mal, womit es der kommerziell erfolgreichste Tonträger des Duos ist.

## Mitwirkende
| Albumproduktion - Philipp Albinger: Komponist, Liedtexter, Musikproduzent - Benjamin Bistram: Komponist, Liedtexter, Musikproduzent - Johannes Burger: Musikproduzent - Daniel Grunenberg: Gesang, Keyboard, Komponist, Liedtexter, Musikproduzent - Elias Hadjeus: Komponist, Liedtexter - David Jürgens: Komponist, Liedtexter, Musikproduzent - Philipp Klemz: Komponist, Liedtexter - Katharina Löwel (Kitty Kat): Komponist, Liedtexter, Rap - Carolin Niemczyk: Gesang, Komponist, Liedtexter - Christian Raab: Komponist, Liedtexter - Peter Stanowsky: Komponist, Liedtexter - Kilian Wilke: Musikproduzent | Unternehmen - Island Records: Musiklabel - Polydor: Musiklabel - Universal Music Publishing: Vertrieb |

## Rezensionen
Das Online-Magazin laut.de vergab 2/5 Sternen. Martin Tenschert von der laut.de-Redaktion begründete dies mit folgenden Worten: „Die dreizehn deutschsprachigen Titel klingen schon ein wenig flippig und gewollt, als würde man auch mal ein Biermischgetränk konsumieren oder mit dem Kickboard herumfahren. […] Glasperlenspiel beherrschen ohne Zweifel ihr Handwerk und erfüllen die Erwartungen, die an sie gestellt werden. Eine künstlerische Weiterentwicklung oder gar musikalische Wagnisse sucht man auf Tag X allerdings vergebens.“

## Kommerzieller Erfolg

### Chartplatzierungen
Tag X erreichte in Deutschland Position 14 der Albumcharts und konnte sich insgesamt 37 Wochen in den Charts halten. In Österreich erreichte das Album in fünf Chartwochen Position 54 und in der Schweiz in 13 Chartwochen Position 49 der Charts. Für Glasperlenspiel ist dies bereits der dritte Charterfolg in den deutschen Albumcharts, sowie der Erste in Österreich und der zweite in der Schweiz. In allen drei Ländern konnte sich bis heute kein Album des Duos länger in den Charts platzieren, in Deutschland löste das Album Beweg dich mit mir (26 Chartwochen) ab.
| ChartsChartplatzierungen | Höchstplatzierung | Wochen |
| ------------------------ | ----------------- | ------ |
| Deutschland (GfK)        | 14 (37 Wo.)       | 37     |
| Österreich (Ö3)          | 54 (5 Wo.)        | 5      |
| Schweiz (IFPI)           | 49 (13 Wo.)       | 13     |

### Auszeichnungen für Musikverkäufe
Im Februar 2016 wurde Tag X in Deutschland mit einer Goldenen Schallplatte für über 100.000 verkaufte Einheiten ausgezeichnet. Im August 2016 folgte die Verleihung einer Goldenen Schallplatte in Österreich, damit wurde erstmals ein Album des Duos außerhalb Deutschlands zertifiziert. Insgesamt wurde das Album europaweit mit zwei Mal Gold für über 107.500 verkaufter Einheiten ausgezeichnet, womit es das meistverkaufte Album Glasperlenspiels ist.

| Land/Region        | Auszeichnungen für Musikverkäufe (Land/Region, Auszeichnung, Verkäufe) | Verkäufe |
| ------------------ | ---------------------------------------------------------------------- | -------- |
| Deutschland (BVMI) | Gold                                                                   | 100.000  |
| Österreich (IFPI)  | Gold                                                                   | 7.500    |
| Insgesamt          | 1× Gold ·                                                              | 107.500  |